# Mulle állomás
Mulle (Mullae) állomás a szöuli metró 2-es vonalának állomása Jongdungpho-ku (Yeongdeungpo-gu) kerületben. A közelben forgatták a Bosszúállók: Ultron kora egyes jeleneteit.

## Viszonylatok
| 2-es vonal                                    | 2-es vonal | 2-es vonal                                                                                      |
| --------------------------------------------- | ---------- | ----------------------------------------------------------------------------------------------- |
| Sindorim állomás (külső oldal) Városháza felé | fő vonal   | Jongdungpho-ku cshong (Yeongdeungpo-gu cheong) (belső oldal) Cshungdzsongno (Chungjeongno) felé |